# Klaus Kaiser

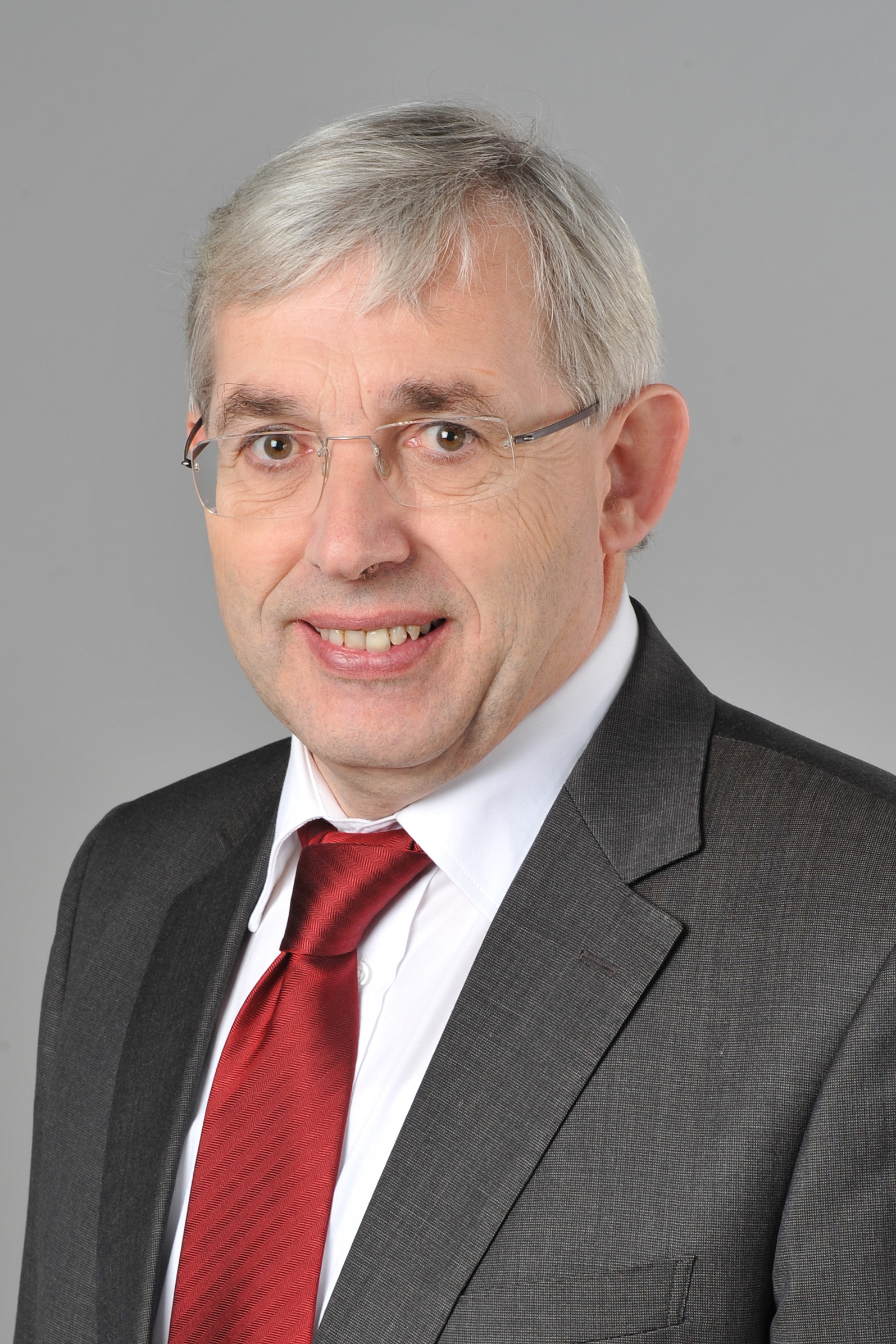
Klaus Kaiser (2013)

Klaus Kaiser (* 6. März 1957 in Bremen (Ense)) ist ein deutscher Politiker (CDU). Seit dem 2. Juni 2000 ist er Abgeordneter des Landtages Nordrhein-Westfalen und war dort bis 2017 stellvertretender Vorsitzender der CDU-Fraktion. Von 2017 bis 2022 war er Parlamentarischer Staatssekretär im Ministerium für Kultur und Wissenschaft des Landes Nordrhein-Westfalen.

## Leben

### Ausbildung und Beruf
Nach dem Abitur im Jahr 1976 am Franz-Stock-Gymnasium in Arnsberg studierte Kaiser von 1976 bis 1982 Geschichte, Anglistik und Pädagogik für das höhere Lehramt an der Universität Münster. Seit 1984 war er hauptamtlicher pädagogischer Mitarbeiter der Volkshochschule für den Hochsauerlandkreis, deren Leiter er von 1992 bis 2000 war. Er ist verheiratet und hat zwei Kinder.

### Politik

#### Funktionen in der CDU
Seit 1974 ist Kaiser Mitglied der CDU. Von 1986 bis 2000 war er Vorsitzender des CDU-Stadtverbandes Arnsberg. Danach wurde er Kreisvorsitzender der CDU im Hochsauerlandkreis. Im Jahr 2011 wurde er als Nachfolger von Eckhard Uhlenberg zum Bezirksvorsitzenden der CDU Südwestfalen gewählt. Am 14. November 2022 löste Paul Ziemiak Kaiser im Amt des Bezirksvorsitzenden der CDU Südwestfalen ab.

#### Mandate in Kommunal- und Landespolitik
Von 1979 bis 2018 gehörte er dem Rat der Stadt Arnsberg an und wurde dort 1994 Fraktionsvorsitzender der CDU. Bei der Landtagswahl 2000 wurde er erstmals in den Landtag von Nordrhein-Westfalen gewählt. Er zog am 2. Juni 2000 durch ein Direktmandat im Wahlkreis 143 (Hochsauerlandkreis II) ins Parlament ein. Dort war er von 2004 bis 2005 kulturpolitischer, von 2005 bis 2010 bildungspolitischer Sprecher der CDU-Fraktion. Bei den Landtagswahlen 2005, 2010, 2012, 2017 und 2022 wurde er durch ein Direktmandat im Wahlkreis 124 (Hochsauerlandkreis I) wiedergewählt.
Von 2010 bis 2017 war er im Landtag des Landes Nordrhein-Westfalen stellvertretender Vorsitzender der CDU-Fraktion. Vom 30. Juni 2017 bis 28. Juni 2022 war er Parlamentarischer Staatssekretär im Ministerium für Kultur und Wissenschaft und unterstützte in seiner Funktion die Ministerin Isabel Pfeiffer-Poensgen. Mit dem Antritt des Kabinetts Wüst II schied er wieder aus dem Amt aus.